# Postelsia
Postelsia, también denominada palma de mar o palmera de mar, es un género de Laminariales (a veces llamadas kelp, del inglés), en la clase de las Phaeophyceaes (algas pardas). Posee una sola especie, Postelsia palmaeformis, que se encuentra a lo largo de la costa oeste de América del Norte, sobre costas rocosas con oleaje permanente. Es una de las pocas algas que pueden sobrevivir y permanecer erectas fuera del agua; de hecho pasa gran parte de su ciclo vital expuesta al aire.  Es anual, y comestible, aunque se desalienta la cosecha de esta alga.

## Historia

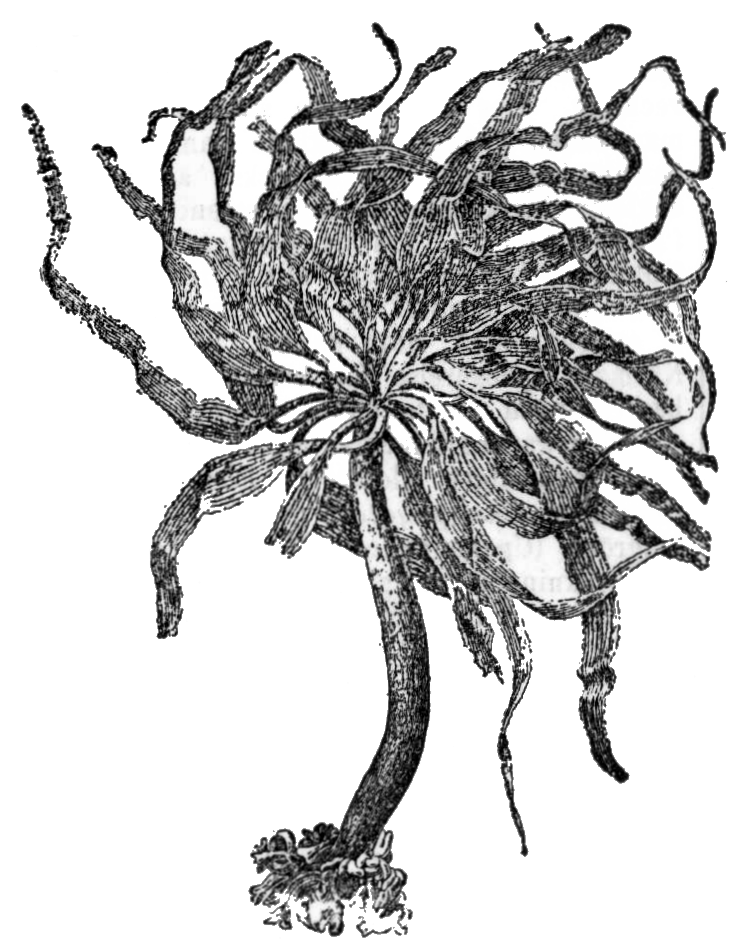
Uno de los dibujos originales de Ruprecht.

Los nativos de California denominaban a la palma de mar Kakgunu-chale antes de la llegada de los europeos.  Postelsia fue descrita científicamente por Franz Josef Ruprecht (1814–1870) en 1852 a partir de un espécimen encontrado cerca de Bodega Bay en California. Ruprecht, un austro-húngaro que era curador de botánica en la Academia de Ciencias en San Petersburgo en 1839, estudió especímenes de macroalgas recolectados por el botánico Ilya Vosnesensky, y publicó un trabajo describiendo un pasto marino y cinco macroalgas, uno de los cuales era Postelsia.  La palma de mar ha sido utilizada en varios libros de texto, tales como el libro de texto de Biología de Campbell - Reece, como un ejemplo de una protista multicelular, y también como un ejemplo de la clase Phaeophyceae.
El nombre binomial de la palma de mar, Postelsia palmaeformis, representa dos elementos.  El nombre genérico hace honor a Alexander Philipov Postels, un geólogo y artista nacido en Estonia que trabajó con Ruprecht, mientras que el nombre específico describe la apariencia similar a la de un árbol de palma.

## Registros fósiles
Uno de los acertijos más interesantes en la icnotaxonomía corresponde a los fósiles del Monte Bolca, un lagerstätte cerca de Verona (Italia), que originalmente fueron denominados Zoophycos caput-medusae, y que anteriormente se creía eran trazas fósiles, pero se descubrió que en realidad eran plantas y en 1866 el zoólogo francés Henri Milne-Edwards los denominó Algarum. El espécimen tipo recolectado por el paleobotánico italiano Abramo Bartolommeo Massalongo antes de 1855 se conserva en el Museo de Historia Natural en Verona y fue conservado en los bloques inferior y superior de una caliza litográfica.
Cuando el botánico italiano Achille Forti (28 de noviembre de 1878, Verona -11 de febrero de 1937, Verona) trabajó sobre estos especímenes en 1926, se los reinterpretó como parientes cercanos de Postelsia, ahora se sabe que son un alga parda, que habría vivido en las aguas costeras de los mares del período Eoceno. Forti renombró a la especie como Postelsia caput-medusae colocándola en el género Postelsia, que en la actualidad solo aloja una especie, Postelsia palmaeformis. El fósil de la planta indica que la misma contaba con un disco adhesivo en la parte inferior, con un estípite simil tallo desde allí hasta las frondas que miden unos 5 cm a 10 cm. En vida, las frondas habrían flotado verticalmente durante la marea alta pero durante la marea baja se habrían volcado sobre el estípite.
Curiosamente, otras especies de este depósito recolectadas y descritas por Massalongo en 1855 en realidad eran trazas de fósiles, únicamente este espécimen en cuestión era Postelsia.

## Morfología
Postelsia posee dos morfologías diferentes- una para su etapa de esporófito monoico diploide, que es la porción dominante de su ciclo vital, y otra para su etapa breve como gametófito dioico haploide.  Como todas las macroalgas, la etapa esporofita de Postelsia consiste de un talo, el cual está conformado por un estípite a guisa de tallo coronado con más de 100 láminas similares a hojas, y que descansa sobre un rizoide similar a una raíz. El rizoide ancla el organismo a las rocas sobre las que vive. La palma de mar no posee un sistema vascular; el estípite es solo para sostener el organismo y sostener las frondas por sobre otros organismos de forma que reciban más luz. El estípite es solo un tubo hueco firme, capaz de soportar las condiciones propias de exposición al aire durante la marea baja como también la acción de las olas durante la marea alta. Las láminas tienen ranuras, los esporangios están alojados en dichas ranuras. La etapa gametofita es microscópica, y consiste de unas pocas células. Los gametófitos producen esperma y huevos para crear nuevos esporófitos.
De manera similar a todos los paeofitos, las palmas de mar utilizan para la fotosíntesis los pigmentos de clorofila a, clorofila c, fucoxantina, y carotenos. Las paredes de sus células están formadas de alginado.  Utilizan laminarino y mannitol para almacenamiento.

## Ciclo vital y crecimiento
De manera similar al resto de las algas pardas, Postelsia pasa por una alternancia de generaciones, y es una especie anual. El esporófito diploide produce, mediante meiosis, esporas haploides, que se escurren por las ranuras de las láminas hacia el substrato, el cual puede ser moluscos bivalvos, cirrípedos, o roca desnuda. Mediante  mitosis las esporas se convierten en pequeños gametofitos haploides multicelulares, macho y hembra. Los gametofitos macho y hembra crean esperma y huevos, respectivamente. El esperma alcanza el huevo y lo fertiliza, produciendo un cigoto diploide, que se desarrolla formando un nuevo esporófito.
Cuando joven Postelsia tiene un color verde, que se transforma en marrón dorado al desarrollarse, alcanzando una altura de 50 a 75 cm.
Al crecer el alga Postelsia, su estípite se engrosa de forma similar a lo que sucede con el tronco de un árbol. Las células debajo de la epidermis, denominada el meristodermo, se dividen con rapidez formando anillos de crecimiento, nuevamente de manera similar a un árbol. Sin embargo, la mayor flexibilidad del estípite de Postelsia' comparado con el tronco leñoso de un árbol determina diferencias importantes. Postelsia debe ser más grueso que un árbol de igual altura para poder sostenerse. Sin embargo, el estípite está mucho mejor adaptado para el hábitat costero, ya que le permite al alga inclinarse ante la acción constante de las olas. Dicho tipo de ambiente haría que la madera leñosa del árbol se quiebre.
Las láminas del nuevo esporófito crecen a partir de una o dos cintas iniciales mediante subdivisión. Se forma una incisión en el centro de la cinta en su base, la cual se extiende a todo lo largo de la lámina hasta que la divide en dos partes.

## Hábitat
Las palmeras de mar se encuentran en las costas rocosas del oeste de América del Norte, desde el norte en la isla de Vancouver, hasta la zona sur de la costa central de California. Viven en medio del sector superior de la franja intermarea en zonas con mucho oleaje. Un gran oleaje aumenta la disponibilidad de nutrientes y mueve las cintas del talo, permitiendo que mayor cantidad de luz del sol llegue hasta el organismo para hacer fotosíntesis. Además, la acción constante de las olas quita a los competidores, tales como la California mussel. Estudios recientes han indicado que Postelsia crece en mayor número cuando existe competencia - un grupo de control sin competidores produjo menor cantidad de descendientes que un grupo experimental con almejas; de donde se infiere que las almejas probablemente provean protección para desarrollar los gametófitos.  Alternativamente, se cree que las almejas pueden prevenir el crecimiento de otras algas competidoras tales como Corallina o Halosaccion, permitiendo que Postelsia crezca libre luego que la acción de las olas desplaza las almejas.